# Harald Grønningen
Harald Grønningen (9. října 1934, Lensvik – 26. srpna 2016, Lensvik) byl norský běžec na lyžích
. Přivezl pět medailí z olympijských her. Tři z toho byly individuální: zlato ze závodu na 15 kilometrů na olympiádě v Grenoblu roku 1968, stříbro ze stejné trati z her v Innsbrucku roku 1964 a stejně tak stříbro ze závodu na třicet kilometrů na stejné olympiádě. Krom toho má též zlato ze štafety z Grenoblu a štafetové stříbro z her ve Squaw Valley roku 1960. Jeho nejlepším individuálním výsledkem na mistrovství světa bylo druhé místo na patnáctikilometrové trati v Zakopaném v roce 1962. Má též ze světového šampionátu jedno štafetové zlato (1966). V letech 1959–68 byl devětkrát po sobě mistrem republiky. Měl přezdívku „Elgen“ (los). Byl u fanoušků i kolegů oblíbený pro svoji skromnost. Po skončení závodní kariéry začal farmařit ve své rodné obci Lensvik, severozápadně od Trondheimu, přičemž se specializoval na pěstování jahod. V roce 1979 mu lidé v jeho rodné vesnici postavili sochu.